# Gundiowate
Gundiowate, dawniej: gundie (Ctenodactylidae) – rodzina ssaków z infrarzędu gundiokształtnych (Ctenodactylomorphi) w obrębie rzędzu gryzoni (Rodentia).

## Występowanie
Gundiowate żyją w północnej Afryce od Maroka po zachodnią Libię, a na południu po Nigerię. Izolowane populacje występują też w Mali, Etiopii i Somalii.

## Charakterystyka
Gundiowate to małe, niezaradnie wyglądające gryzonie, żyjące głównie na Saharze. Tamtejsze plemiona koczownicze trafnie nazwały je bezuchymi królikami. Faktycznie są podobne do chomika. Gundiowate potrafią się znakomicie dostosować do życia na pustyni, nie muszą wiele pić i potrafią wytrzymać znaczne różnice temperatur. W chłodne, zimowe noce chętnie tulą się do siebie, aby się wzajemnie ogrzewać.  Na obu wewnętrznych palcach tylnych nóg mają szczoteczki sztywnych włosów, służących do pielęgnacji futra. Zaskoczona gundia nieruchomieje, udając martwą.
| Wielkość                 | Rozmnażanie                      | Tryb życia                                                 |
| ------------------------ | -------------------------------- | ---------------------------------------------------------- |
| Długość ciała: 14–24 cm. | Dojrzałość płciowa: 8–12 miesiąc | Zwyczaje: Żyją w skałach, tworzą kolonie, aktywne w dzień. |
| Długość ogona: 2–4,5 cm  | Długość ciąży: 56 dni            | Pożywienie: Liście, kwiaty, nasiona i łodygi roślin.       |
| Masa ciała: 165-340 g    | Ilość młodych: 1                 | Głosy: U różnych gatunków pisk lub ćwierkot.               |
|                          | Okres godowy: listopad-kwiecień  | Długość życia:2-4 lata                                     |

## Systematyka
Do rodziny gundiowatych (Ctenodactylidae) zalicza się 5 współcześnie żyjących gatunków grupowanych w 4 rodzajach:
- Pectinator Blyth, 1855 – gundianowiec – jedynym przedstawicielem jest Pectinator spekei Blyth, 1855 – gundianowiec somalijski
- Massoutiera Lataste, 1885 – gundiarka – jedynym przedstawicielem jest Massoutiera mzabi (Lataste, 1881) – gundiarka górska
- Felovia Lataste, 1886 – felowia – jedynym przedstawicielem jest Felovia vae Lataste, 1886 – felowia szczelinowa
- Ctenodactylus J.E. Gray, 1830 – gundia

Opisano również rodzaje wymarłe:
- Africanomys Lavocat, 1961[14]
- Alashania Vianey-Liaud, Schmidt-Kittler & Marivaux, 2006[22] – jedynym przedstawicielem był Alashania tengkoliensis Vianey-Liaud, Schmidt-Kittler & Marivaux, 2006
- Euryodontomys Wang Banyue, 1997[23] – jedynym przedstawicielem był Euryodontomys ampliatus Wang Banyue, 1997
- Hannanomys Guo Jianwei, Wang Yuan & Yang Xuean, 2000[24] – jedynym przedstawicielem był Hannanomys lini Guo Jianwei, Wang Yuan & Yang Xuean, 2000
- Helanshania Vianey-Liaud, Gomes Rodrigues & Marivaux, 2010[25] – jedynym przedstawicielem był Helanshania deserta Vianey-Liaud, Gomes Rodrigues & Marivaux, 2010
- Huangomys Schmidt-Kittler, Vianey-Liaud & Marivaux, 2007[26] – jedynym przedstawicielem był Huangomys frequens Schmidt-Kittler, Vianey-Liaud & Marivaux, 2007
- Irhoudia Jaeger, 1971[27]
- Metasayimys Lavocat, 1961[28] – jedynym przedstawicielem był Metasayimys curvidens Lavocat, 1961
- Karakoromys Matthew & Granger, 1923[29] – jedynym przedstawicielem był Karakoromys decessus Matthew & Granger, 1923
- Pellegrinia De Gregorio, 1886[30] – jedynym przedstawicielem był Pellegrinia panormensis De Gregorio, 1886
- Pireddamys De Bruijn & Rümke, 1974[31] – jedynym przedstawicielem był Pireddamys rayi De Bruijn & Rümke, 1974
- Proafricanomys López-Antoñanzas, Knoll, Maksoud & Azar, 2015[32] – jedynym przedstawicielem był Proafricanomys libanensis López-Antoñanzas, Knoll, Maksoud & Azar, 2015
- Protataromys Tong Yongsheng, 1997[33]
- Sardomys De Bruijn & Rümke, 1974[34]
- Sayimys Wood, 1937[35]
- Tataromys Matthew & Granger, 1923[36]
- Yindirtemys Bohlin, 1946[37]